# 1591 год
1591 (ты́сяча пятьсо́т девяно́сто пе́рвый) год  по григорианскому календарю — невисокосный год, начинающийся во вторник. Это 1591 год нашей эры, 1‑й год 10‑го десятилетия XVI века 2‑го тысячелетия, 2‑й год 1590‑х годов. Он закончился 434 года назад.
| Пн | Вт | Ср | Чт | Пт | Сб | Вс |
|    | 1  | 2  | 3  | 4  | 5  | 6  |
| 7  | 8  | 9  | 10 | 11 | 12 | 13 |
| 14 | 15 | 16 | 17 | 18 | 19 | 20 |
| 21 | 22 | 23 | 24 | 25 | 26 | 27 |
| 28 | 29 | 30 | 31 |    |    |    |

| Пн | Вт | Ср | Чт | Пт | Сб | Вс |
|    |    |    |    | 1  | 2  | 3  |
| 4  | 5  | 6  | 7  | 8  | 9  | 10 |
| 11 | 12 | 13 | 14 | 15 | 16 | 17 |
| 18 | 19 | 20 | 21 | 22 | 23 | 24 |
| 25 | 26 | 27 | 28 |    |    |    |

| Пн | Вт | Ср | Чт | Пт | Сб | Вс |
|    |    |    |    | 1  | 2  | 3  |
| 4  | 5  | 6  | 7  | 8  | 9  | 10 |
| 11 | 12 | 13 | 14 | 15 | 16 | 17 |
| 18 | 19 | 20 | 21 | 22 | 23 | 24 |
| 25 | 26 | 27 | 28 | 29 | 30 | 31 |

| Пн | Вт | Ср | Чт | Пт | Сб | Вс |
| 1  | 2  | 3  | 4  | 5  | 6  | 7  |
| 8  | 9  | 10 | 11 | 12 | 13 | 14 |
| 15 | 16 | 17 | 18 | 19 | 20 | 21 |
| 22 | 23 | 24 | 25 | 26 | 27 | 28 |
| 29 | 30 |    |    |    |    |    |

| Пн | Вт | Ср | Чт | Пт | Сб | Вс |
|    |    | 1  | 2  | 3  | 4  | 5  |
| 6  | 7  | 8  | 9  | 10 | 11 | 12 |
| 13 | 14 | 15 | 16 | 17 | 18 | 19 |
| 20 | 21 | 22 | 23 | 24 | 25 | 26 |
| 27 | 28 | 29 | 30 | 31 |    |    |

| Пн | Вт | Ср | Чт | Пт | Сб | Вс |
|    |    |    |    |    | 1  | 2  |
| 3  | 4  | 5  | 6  | 7  | 8  | 9  |
| 10 | 11 | 12 | 13 | 14 | 15 | 16 |
| 17 | 18 | 19 | 20 | 21 | 22 | 23 |
| 24 | 25 | 26 | 27 | 28 | 29 | 30 |

| Пн | Вт | Ср | Чт | Пт | Сб | Вс |
| 1  | 2  | 3  | 4  | 5  | 6  | 7  |
| 8  | 9  | 10 | 11 | 12 | 13 | 14 |
| 15 | 16 | 17 | 18 | 19 | 20 | 21 |
| 22 | 23 | 24 | 25 | 26 | 27 | 28 |
| 29 | 30 | 31 |    |    |    |    |

| Пн | Вт | Ср | Чт | Пт | Сб | Вс |
|    |    |    | 1  | 2  | 3  | 4  |
| 5  | 6  | 7  | 8  | 9  | 10 | 11 |
| 12 | 13 | 14 | 15 | 16 | 17 | 18 |
| 19 | 20 | 21 | 22 | 23 | 24 | 25 |
| 26 | 27 | 28 | 29 | 30 | 31 |    |

| Пн | Вт | Ср | Чт | Пт | Сб | Вс |
|    |    |    |    |    |    | 1  |
| 2  | 3  | 4  | 5  | 6  | 7  | 8  |
| 9  | 10 | 11 | 12 | 13 | 14 | 15 |
| 16 | 17 | 18 | 19 | 20 | 21 | 22 |
| 23 | 24 | 25 | 26 | 27 | 28 | 29 |
| 30 |    |    |    |    |    |    |

| Пн | Вт | Ср | Чт | Пт | Сб | Вс |
|    | 1  | 2  | 3  | 4  | 5  | 6  |
| 7  | 8  | 9  | 10 | 11 | 12 | 13 |
| 14 | 15 | 16 | 17 | 18 | 19 | 20 |
| 21 | 22 | 23 | 24 | 25 | 26 | 27 |
| 28 | 29 | 30 | 31 |    |    |    |

| Пн | Вт | Ср | Чт | Пт | Сб | Вс |
|    |    |    |    | 1  | 2  | 3  |
| 4  | 5  | 6  | 7  | 8  | 9  | 10 |
| 11 | 12 | 13 | 14 | 15 | 16 | 17 |
| 18 | 19 | 20 | 21 | 22 | 23 | 24 |
| 25 | 26 | 27 | 28 | 29 | 30 |    |

| Пн | Вт | Ср | Чт | Пт | Сб | Вс |
|    |    |    |    |    |    | 1  |
| 2  | 3  | 4  | 5  | 6  | 7  | 8  |
| 9  | 10 | 11 | 12 | 13 | 14 | 15 |
| 16 | 17 | 18 | 19 | 20 | 21 | 22 |
| 23 | 24 | 25 | 26 | 27 | 28 | 29 |
| 30 | 31 |    |    |    |    |    |

## События
- 1493—1593 — Столетняя хорватско-османская война. Серия вооружённых конфликтов между Королевством Хорватия и Османской империей[1].
- 1507—1622 — Португало-персидская война. Ряд вооружённых конфликтов между колониалистской Португалией и вассальным Ормузом, с одной стороны, и Сефевидской империей, поддерживаемой англичанами, с другой[2].
- 1511—1641 — Малайско-португальская война. Вооружённый конфликт XVI-XVII веков, в котором Малаккский султанат при поддержке империи Мин, Голландской Ост-Индской компании (с 1607) и Джохора безуспешно сопротивлялся Португальской империи, стремившейся захватить Малакку и установить контроль над торговлей между Индией и Китаем[3].
- 1566—1609 — первый этап Нидерландской буржуазной революции (Восьмидесятилетняя война). Религиозно-идеологическая, политическая и социально-экономическая борьба Семнадцати провинций за независимость от испанского владычества[4].
  - 1—10 июня — вторая осада Девентера (первая 1578 год)[5].
- 1585—1604 — Англо-испанская война[6].
  - 30 августа—1 сентября — морская битва при Флорише[7].
- 1585—1598 — Восьмая гугенотская война[8].
  - Ночь с 20 на 21 января — Мучной день. Четвёртая попытка захватить Париж[9].
  - 14 июля — Мантский эдикт. Постановление короля Франции Генриха IV[10].
  - Декабрь 1591—май 1592 — осада Руана[11].
- 1591—1592 — восстание крестьян и ремесленников в Гиляне (Персия).
- 1591—1593 — восстание К. Косинского в Речи Посполитой[12].
  - Переяслав захвачен запорожскими казаками и сожжён, но вскоре восстановлен[13].
- В Париж с согласия Лиги введён испанский гарнизон.
- Восстание горожан и дворян Сарагосы. Король Испании Филипп II впервые ввёл в Арагон кастильские войска и жестоко расправился с восставшими.
- Крестьянское восстание в Молдавии.
- Крестьянское восстание в Диярбекире (Турция).
- Появившиеся в Судане марокканские (состоявшие из наёмников-европейцев с артиллерией и из марокканцев) войска во главе с Джударом-пашой в битве при Тондиби разгромили армию Сонгаи. По всему Сонгаи начинаются восстания дьогорани (крепостных). Октябрь — Дьогорани пытаются овладеть Томбукту. Западный Судан ввергнут в анархию.
  - Марокканцы заняли Томбукту и Гао. Отряды Джудара-паши ограбили Томбукту, Дженне и Гао и отправили шерифу Марокко 4.5 млн фунтов золота. Шериф Ахмад аль-Мансур получил прозвище Аз-Захаби ("Золотой).
- Закрытие для иностранцев всех колоний Португалии.
- Переговоры японцев с корейцами. Японцы требовали пропустить японские войска через Корею для похода на Китай. Корейцы отказались.

## Русское государство
Царствование: 1584—1598 — Фёдор Иванович
- 1590 — 1595 — Русско-шведская война[12].
  - Зима 1590/1591 — шведский отряд совершил рейд на Кольский полуостров[14].
  - Январь — Фёдор Иванович, опасаясь войны на два фронта, заключает перемирие на 12 лет с Великим княжеством литовским[15].
  - Январь—февраль — отражено нападение шведов на Копорье[14].
  - Июнь—июль — воспользовавшись крымским набегом на Русь, шведская армия под руководством К. Флеминга вступила в Псковскую и Новгородскую земли, но вскоре были вынуждены отступить. В Кемской и Сумской волостях они также не добились значительных успехов[14].
  - 15 декабря — московская армия выступила из Москвы к Новгороду и далее к Выборгу. Начало Выборгского похода Русско-шведской войны.
- Апрель — Василий Иванович Шуйский возвращён в Боярскую думу[16].
- 15 мая — в Угличе, при невыясненных обстоятельствах, погибает брат царя — царевич Дмитрий Иванович. Царь в июне поручает возглавить следственную комиссию Василию Ивановичу Шуйскому[15].
  - 22 мая — в Угличе, митрополитом Геласием, погребён в соборе церкви Преображения Господня Дмитрий Иванович Угличский. На месте гибели царевича была поставлена часовня[17].
  - Лето — по результатам расследования комиссии, царь накладывает опалу на Нагих, мать царевича — Марию Нагую велит постричь в монахини и отослать в Николо-Выксинскую пустынь, а жителей Углича, причастных к бунту, вспыхнувшему после смерти царевича, жестоко наказывает[15].
- 18 июня — Фёдор Иванович делает ещё один крупный вклад (первый в 1584 году) на помин души своего отца Ивана Грозного в Троице-Сергиев монастырь в размере 500 рублей[15].
- Июль — поход тобольского воеводы князя Владимира Васильевича Кольцова-Масальского против хана Кучума, которого разбил в августе при реке Ишим взяв в плен его сына — Аблегаира[18].
- Лето — в Москве становится известно о нашествии на Русь крымского хана Гази II Гирея. Царь посылает против него своего шурина Бориса Годунова и Фёдора Ивановича Мстиславского[15].
  - Июнь-июль — следствием обострения русско-крымских отношений на Кавказе и союза крымского хана со Швецией стало вторжение 150-тысячной крымской армии под предводительством хана Газы II Герая на Русь[15].
  - 4 июля — крымские войска подходят к Москве, где их встречают русские войска[15].
  - 5 (15) июля — близ будущего Донского монастыря и ночного боя с крымцами в район села Коломенское, крымцы отступают. Это последний раз, когда крымцам удалось дойти до Москвы[15][19].
  - Отряды крымских татар разоряют г. Таруса[20].
  - Преследуя отступающие крымские войска, русские войска разгромили арьергард при переправе крымцев через Оку[19].
  - Провал этого самого крупного после 1571 и 1572 годов набегов крымцев на Русское государство, привело к очередному повороту крымской политики в сторону улучшений отношений, подписанием в 1594 году мирного договора и прекращению походов на Русь с 1593 года[19].
  - На том месте, где стоял русский обоз у Воробьёвского стана, царь повелевает поставить Донской монастырь (Донской Богородичный) в Москве[15].
  - Мстиславский Фёдор Иванович подвергнут кратковременной опале из-за того, что в своей реляции царю о победе забыл представить Бориса Годунова к награде[21].
  - Борис Годунов, за победу над крымскими татарами награждён важнейшим боярским саном — "слуги"[22].
- В Москву доставили грамоту Константинопольского собора 1590 года, определявшую московскому престолу пятое место среди патриарших престолов и утвердившую право московского престола на постановление патриархов в дальнейшем[23].
- 2 июня — Щелкалов Василий Яковлевич зачитал в Боярской думе результаты расследования князем Шуйским Василием Ивановичем обстоятельств убиения царевича Димитрия (см. Угличское дело)[24].
- 1591—1593 — Крупное восстание во главе с Криштофом Косинским против польского господства в Юго-Западной Руси. К восставшим присоединились крестьяне и горожане[25].
- Поход Засекина в Дагестан. Военная экспедиция, направленная против Тарковского шамхальство. Цель похода было наказание и подчинение Шамхала. Поход не увенчался успехом[26].
- По просьбе братии Соловецкого монастыря останки митрополита Филиппа II (убит в 1569) были перенесены из Тверского Отроч монастыря и захоронены в Соловецком монастыре (перезахоронен в 1652 году)[27].
- Богдан Яковлевич Бельский попавший в опалу в 1586 году возвращён в Москву[28].
- Пожалованы окольничеством: Пешко-Сабуров Семён Фёдорович[29].
- Пожалован боярством: Шуйский Дмитрий Иванович[29].
- Местничество: 
  - Полев Иван Осипович и Щербатый Василий Григорьевич[30].
  - Голицын Андрей Иванович и Трубецкой Тимофей Романович (первый раз в 1588 году)[31].

### Города и поселения
- Царским правительством принято решение восстановить Елец, после его уничтожения ордынцами в 1414 году (см. 1592 год)[32].
- Ядринская крепость основанная в 1590 году, становится центром Ядринского уезда[33].
- Не позднее 1591 — возник город-крепость Яранск, ставший одним из форпостов освоения Заволжья[34].
- Возникла Новоникольская слобода (сов. г. Оса)[35].

### Акты и грамоты
- 16 апреля — Боярский приговор об учреждении на Ливнах двух станиц для дозора не приятелей по р. Донец[36].
- 15 ноября — запись о выдаче по государеву наказу жалованья детям боярским ряшанам и о верстании новиков[36].

### Руководители приказов
| Года      | Приказ            | Ф,И,О главы                 | Примечания |
| --------- | ----------------- | --------------------------- | ---------- |
| 1577-1594 | Разрядный приказ  | Щелкалов Василий Яковлевич  |            |
| 1570-1594 | Посольский приказ | Щелкалов Андрей Яковлевич   |            |
| 1584-1597 | Большого дворца   | Годунов Григорий Васильевич | Боярин     |
| 1586-1593 | Стрелецкий приказ | Годунов Иван Васильевич     | Боярин     |

## Начало правления
См. также: Список глав государств в 1591 году
- Папа римский Иннокентий IX.
- 1591—1618 — Аския Сонгаи Мухаммед IV Гао.

## Наука, техника, технология
- Франсуа Виет (1540—1603) впервые ввёл буквенные обозначения не только для неизвестных величин, что иногда делалось и ранее, но и для данных, то есть для коэффициентов уравнений.

## Родились
См. также: Категория:Родившиеся в 1591 году
- Александр де Род — французский монах-иезуит, основатель Парижского Общества Заграничных Миссий.
- Андрей Боболя — польский и белорусский католический святой, священномученик, член ордена иезуитов.
- Гверчино — итальянский живописец болонской школы.
- Роберт Геррик — английский поэт, представитель группы т. н. «поэтов-кавалеров», сторонников короля Карла I, (в отличие от «поэтов — метафизиков»), ученик и друг Бена Джонсона.
- Жерар Дезарг — известный французский геометр.
- Сегерс (Зегерс) Герард — фламандский художник-караваджист
- Станислав Конецпольский — гетман великий коронный Речи Посполитой. Каштелян краковский. Один из крупнейших полководцев своего времени.
- Олимпия Майдалькини — итальянская аристократка, невестка папы римского Иннокентия X (Памфили) (1644—1655), имевшая огромное влияние в период его понтификата, и прозванная при папском дворе «папесса».
- Луиза де Марийяк — католическая святая, сподвижница святого Венсана де Поля, соосновательница конгрегации дочерей милосердия.
- Хосе де Рибера — испанский живописец, рисовальщик и гравёр, известный представитель барокко в живописи.

## Скончались
См. также: Категория:Умершие в 1591 году

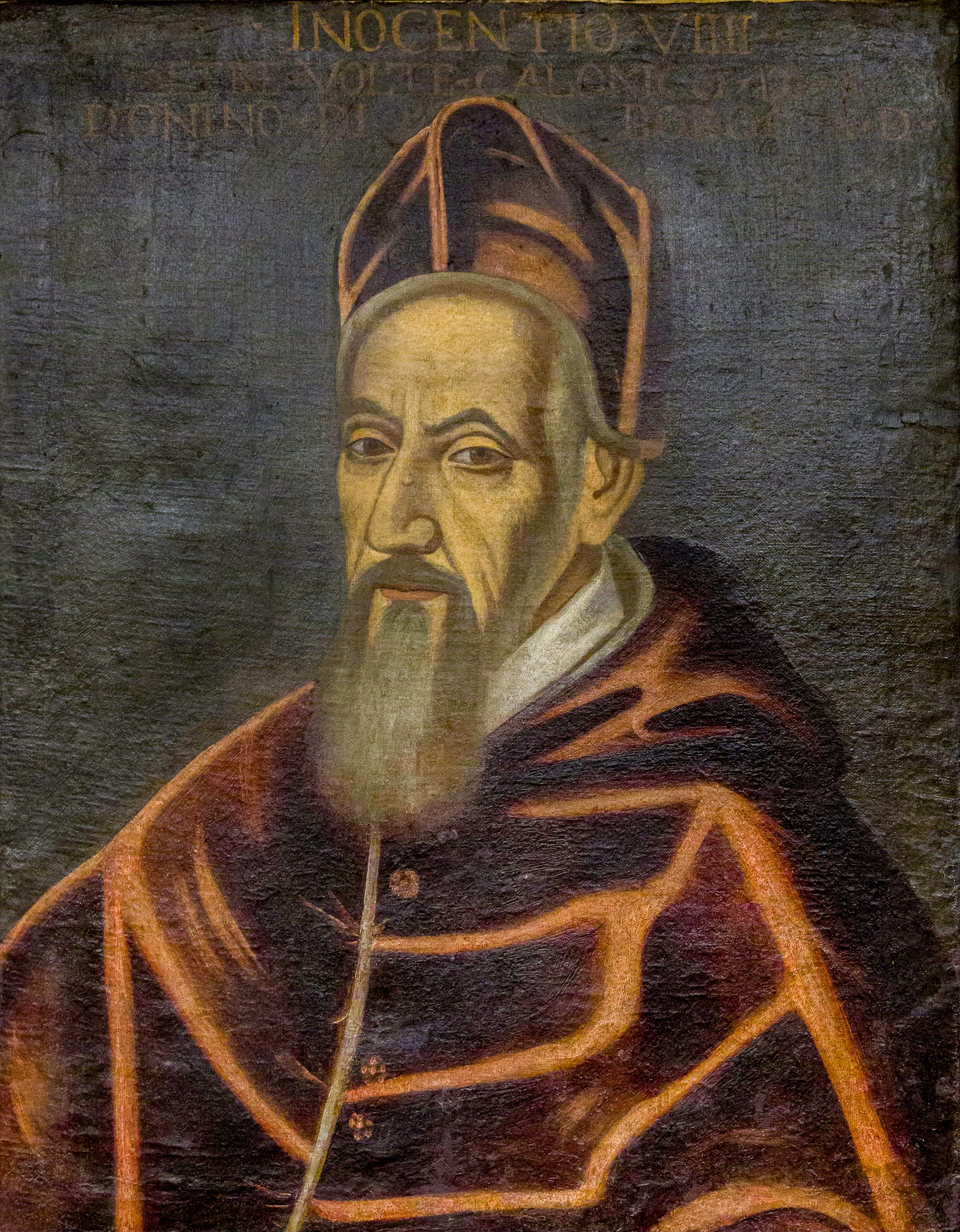
Изображение папы римского Иннокентия IX

- Йост Амман — швейцарский художник и гравёр XVI века, признанный мастер книжной иллюстрации и ксилографии.
- Веспасиано I Гонзага — итальянский аристократ, дипломат, писатель, военный инженер и кондотьер.
- Винченцо Галилей — итальянский теоретик музыки, композитор, лютнист. Отец Галилео Галилея. Член и активный участник Флорентийской камераты.
- Якоб Галл — словенский композитор эпохи позднего Ренессанса.
- Алоизий Гонзага — святой Римско-Католической Церкви, монах из монашеского ордена иезуитов, покровитель молодёжи и студентов.
- Григорий XIV — папа римский с 5 декабря 1590 по 15 октября 1591.
- Франсуа Де Ла Ну («Железная Рука») — известный французский военачальник и философ.
- Дмитрий Углицкий — царевич, князь углицкий, младший сын Ивана Грозного от Марии Фёдоровны Нагой.
- Иннокентий IX — папа римский с 29 октября по 30 декабря 1591.
- Иоанн Креста — католический святой, писатель и поэт-мистик, реформатор ордена кармелитов, учитель Церкви.
- Кристиан I — курфюрст саксонский. Наследовал в 1586 году своему отцу Августу, как единственный оставшийся в живых из десяти сыновей.
- Луис де Леон — испанский поэт-мистик, религиозный писатель, переводчик священных текстов и литературных сочинений.
- Сэн-но Рикю — историческая фигура, признанная наиболее влиятельной в японской чайной церемонии и отчасти в традиции ваби-тя.
- Иоганн Фишарт — немецкий поэт и сатирик эпохи Реформации.
- Вероника Франко — венецианская куртизанка и поэтесса эпохи Возрождения.